# Хатманово
Хатманово — деревня в Тульской области России. С точки зрения административно-территориального устройства входит в Ботнинский сельский округ, Алексинский район. В плане местного самоуправления входит в состав муниципального образования город Алексин.

## География
Хатманово находится в северо-западной части региона, в пределах северо-восточного склона Среднерусской возвышенности, в подзоне широколиственных лесов, на реке Ботинка, при региональной автодороге 70К-021, к северо-востоку от дер. Соломасово и западнее дер. Клейменово.
Абсолютная высота — 234 метра над уровнем моря.

### Климат
Климат на территории Хатманово, как и во всём районе, характеризуется как умеренно континентальный, с ярко выраженными сезонами года. Средняя температура воздуха летнего периода — 16 — 20 °C (абсолютный максимум — 38 °С); зимнего периода — −5 — −12 °C (абсолютный минимум — −46 °С).
Снежный покров держится в среднем 130—145 дней в году.
Среднегодовое количество осадков — 650—730 мм.

## История
В документах 18 века именуется Клейменово Хотманово тож. Позднее разделилось на два селения, Клейменово и Хатманово.
По состоянию на 1913 г. Хатманово (также называлось Хотманово) административно относилось к Сотинской волости Алексинского уезда. Была приписана к церкви в с. Сотино.

## Население
| 2002 | 2010 |
| ---- | ---- |
| 453  | ↘390 |

Согласно результатам переписи 2002 года, в национальной структуре населения русские составляли 87 % из 435 чел..

## Инфраструктура
Вышка цифрового телерадиовещания ФГУП РТРС.

## Транспорт
Деревня доступна автотранспортом. Остановка общественного транспорта «Хатманово». 